# Vidua obtusa
La vedova del paradiso codalarga o vedova del paradiso di Chapin (Vidua obtusa (Chapin, 1922)) è un uccello passeriforme della famiglia Viduidae.

## Etimologia
Il nome scientifico della specie, obtusa, deriva dal latino ed è un chiaro riferimento alle penne della coda dei maschi in amore: il suo nome comune altro non è che un richiamo alla caratteristica che frutta a questi uccelli il loro nome scientifico.

## Descrizione

### Dimensioni
Misura 13–14 cm di lunghezza, per 17,8-26 g di peso: i maschi in amore, grazie alle penne caudali, raggiungono i 26–28 cm di lunghezza.

### Aspetto
Si tratta di uccelli dall'aspetto robusto ma slanciato, muniti di testa arrotondata, becco conico tozzo e forte, ali appuntite e coda squadrata: nel complesso, questi uccelli somigliano molto alla congenere e affine vedova del paradiso comune, dalla quale differiscono per l'aspetto più massiccio con penne della coda dei maschi in amore più corte e larghe, e per la colorazione più carica.
Durante il periodo degli amori, il piumaggio presenta dicromatismo sessuale, mentre all'infuori di esso i due sessi presentano livrea piuttosto simile.

Il maschio in amore presenta testa e gola di colore nero lucido, così come neri sono dorso, ali, codione e sottocoda: la coda, anch'essa nera, presenta dopo la muta del periodo degli amori le due rettrici esterne lunghe poco meno del doppio del corpo, mentre le due centrali sono di forma arrotondata e munite di lunghe setole. La parte superiore del petto, la nuca ed i lati del collo sono di color nocciola-ramato, mentre l'area ventrale ed i fianchi sono di colore bianco.

Le femmine e i maschi in eclissi presentano invece livrea molto sobria e mimetica, con guance, gola, petto e ventre di colore grigio-biancastro, fronte, vertice, ali e dorso di colore bruno-nocciola, copritrici, remiganti e coda più scure (le prime due con orlo chiaro), con presenza di bande longitudinali più scure anche sulle singole penne dell'area dorsale (nonché su quelle delle scapole, che sono del colore più chiaro tipico invece dell'area ventrale), oltre che di un "sopracciglio" e di una "basetta" scuri rispettivamente su fronte e zona fra guancia e orecchio.
In ambedue i sessi gli occhi sono di colore bruno scuro, mentre le zampe ed il becco sono di colore carnicino-arancio nella femmina e nerastro nel maschio.

## Biologia
Si tratta di uccelli dalle abitudini diurne e tendenzialmente gregarie all'infuori del periodo riproduttivo, i quali si riuniscono in stormi anche di una certa entità assieme ad altre specie di estrildidi e ploceidi, spostandosi assieme ad esse alla ricerca di cibo ed acqua durante la giornata e cercando riparo fra la vegetazione al calar del sole.

### Alimentazione
Si tratta di uccelli granivori, la cui dieta si compone in massima parte di semi di piante erbacee che vengono reperiti prevalentemente al suolo, oltre che, sebbene piuttosto raramente, di alimenti di origine animale (in particolare di termiti in sciamatura).

### Riproduzione
La stagione degli amori va da gennaio-febbraio a luglio: durante questo periodo, i maschi esibiscono una livrea nuziale molto sgargiante e divengono fortemente territoriali nei confronti dei conspecifici del medesimo sesso, esibendosi in lek con canti e voli rituali al fine di accoppiarsi col maggior numero possibile di femmine.
Questa specie mostra parassitismo di cova nei confronti dell'astro dorsogiallo: le femmine depongono nei nidi incustoditi di questi uccelli da 1 a 4 uova, per poi allontanarsene e disinteressarsi completamente del destino della prole.

I pulli, ciechi ed implumi alla schiusa (che avviene a circa due settimane dalla deposizione), presentano caruncole ai lati della bocca e disegni golari in tutto e per tutto simili ai propri fratellastri: le due specie convivono nel nido per tutto il periodo giovanile, con le giovani vedove che seguono il ciclo vitale della specie parassitata (svezzamento e involo attorno alle tre settimane di vita ed indipendenza pochi giorni dopo) e spesso dopo il raggiungimento dell'indipendenza rimangono nello stesso stormo.

## Distribuzione e habitat
La vedova del paradiso codalarga occupa un areale che va dall'area di confine fra Uganda e Congo al Mozambico centrale e da qui ad ovest fino alle coste dell'Angola, attraverso Tanzania centrale e meridionale, Zambia, Malawi, Zimbabwe settentrionale e occidentale, nord del Botswana e dito di Caprivi, con avvistamenti datati anche in Kenya centrale e Sudafrica nord-orientale.
L'habitat di questi uccelli è costituito dalla savana e dal miombo con presenza permanente di fonti d'acqua dolce: questi uccelli si spingono anche nelle aree coltivate.